# Kostas Lumbutis
Kostas Lumbutis (gr.: Κώστας Λουμπούτης; ur. 10 czerwca 1979 w Salonikach) – grecki piłkarz występujący na pozycji obrońcy.

## Kariera klubowa
Lumbutis karierę rozpoczynał w 1995 roku w pierwszoligowym Arisie Saloniki. W pierwszej lidze zadebiutował 3 grudnia 1995 w zremisowanym 0:0 meczu z Athinaikosem. W sezonie 1996/1997 spadł z zespołem do drugiej ligi, ale w kolejnym awansował z nim z powrotem do pierwszej. Graczem Arisu był do 2002 roku. Następnie przeszedł do włoskiej Perugii. W Serie A zadebiutował 24 listopada 2002 w wygranym 3:0 spotkaniu z Como. W styczniu 2004 został wypożyczony do Sieny, także grającej w Serie A i występował tam do końca sezonu 2003/2004. Następnie wrócił do Perugii, która spadła do Serie B. Lumbutis spędził tam sezon 2004/2005.
W 2005 roku został zawodnikiem holenderskiego FC Twente. W Eredivisie po raz pierwszy wystąpił 19 sierpnia 2006 w przegranym 2:3 pojedynku z Heerenveen. W Twente grał w sezonie 2005/2006, a na sezon 2006/2007 został wypożyczony do ADO Den Haag (Eredivisie). W 2007 roku Lumbutis przeniósł się do cypryjskiego Anorthosisu Famagusta. Na początku 2008 roku odszedł jednak stamtąd do greckiego Lewadiakosu, występującego w pierwszej lidze.
Po sezonie 2007/2008 odszedł do drugoligowej Gianniny. W kolejnym sezonie awansował z nią do pierwszej ligi, a w 2010 roku zakończył karierę.

## Kariera reprezentacyjna
W reprezentacji Grecji Lumbutis wystąpił jeden raz, 18 grudnia 1999 w zremisowanym 2:2 towarzyskim meczu z Estonią.